# Сотников, Виктор Юрьевич
Виктор Юрьевич Сотников (бел. Віктар Юр’евіч Сотнікаў; род. 27 июля 2001, Рубель, Брестская область) — белорусский футболист, полузащитник клуба БАТЭ.

## Клубная карьера

### «Шахтёр» Солигорск
С лета 2014 года учился в академии солигорского «Шахтёра». С 2018 года начал выступать за дубль клуба. Дебютировал в основном составе 29 июля 2018 года в матче Кубка Беларуси против «Чисти» (11:0), где сыграл вторую половину матча. Готовиться к сезону 2020 он начал в основном составе. Дебютировал в Высшей лиге 25 апреля 2020 года, выйдя на замену в конце матча против «Динамо-Брест» (2:0).

### БАТЭ
В июле 2022 года перешёл в борисовский БАТЭ. Дебютировал за клуб 28 июля 2022 года в матче квалификации Лиги наций УЕФА против турецкого «Коньяспора», где футболист вышел на замену на 66 минуте. Первый за клуб матч в Высшей Лиге сыграл 7 августа 2022 года против мозырской «Славии». Вскоре стал игроком стартового состава клуба. Первым результативными действием отличился 15 октября 2022 года в матче против брестского «Динамо», отдав результативную передачу. В дебютном сезоне провёл 11 матчей во всех турнирах, в которых отличился голевой передачей.

#### Аренда в «Бунёдкор»
В январе 2023 года футболист вместе с клубом продолжил готовиться к новому сезону. В феврале 2022 года на правах арендного соглашения до конца сезона футболист отправился в узбекистанский клуб «Бунёдкор». Дебютировал за клуб 4 марта 2023 года в матче против клуба «Согдиана». Футболист быстро закрепился в основной команде узбекского клуба, чередуя матчи в стартовом составе и со скамейки запасных. За первую половину сезона результативными действиями за клуб не отличился. В июле 2023 года футболист был отозван из аренды.
В августе 2023 года футболист присоединился к борисовскому клубу для участия в квалификационном раунде плей-офф Лиги конференций УЕФА. В квалификационном раунде плей-офф Лиги конференций УЕФА футболист вместе с клубом уступил по сумме матчей косоварскому «Балкани» и закончил еврокубковую компанию. Однако сам футболист все матчи квалификаций провёл на скамейке запасных.

## Карьера в сборной
В октябре 2019 года выступал за юношескую сборную Беларуси в отборочных матчах к чемпионату Европы.
4 сентября 2020 года он дебютировал за молодежную сборную Беларуси, сыграв первый тайм отборочного матча чемпионата Европы против Нидерландов (0:7).

## Статистика
| Сезон | Дивизион | Клуб               | Страна   | Матчи | Голы |
| ----- | -------- | ------------------ | -------- | ----- | ---- |
| 2018  | дубль    | Шахтёр (Солигорск) | Беларусь | 25    | 1    |
| 2019  | дубль    | Шахтёр (Солигорск) | Беларусь | 18    | 3    |
| 2020  | Д1       | Шахтёр (Солигорск) | Беларусь | 3     | 0    |
| 2021  | Д1       | Шахтёр (Солигорск) | Беларусь | 13    | 0    |

## Достижения
- Чемпион Беларуси: 2020, 2021
- Обладатель Кубка Беларуси: 2018/19
- Обладатель Суперкубка Беларуси: 2021